# Prix du dessin de presse de l'année
Le prix du comic strip de l'année ou du meilleur dessinateur de presse de l'année est un prix norvégien créé en 1997 par la Association des médias des affaires (no), l'Association des rédacteurs de Norvège (no) et l'Union des Journalistes de Norvège (no). Récompensant un auteur de comic strip publié dans la presse ou un dessinateur de presse, il est remis tous les deux ans depuis 2003.

## Lauréats
- 1997 : Roar Hagen (no), du VG
- 1998 : Egil Nyhus (no), du Romerikes Blad (no)
- 1999 : Non décerné
- 2000 : Finn Graff (no), du Dagbladet
- 2001 : Inger Giskeødegård (no), du Sunnmørsposten (no)
- 2002 : Inge Grødum (no), de l’Aftenposten
- 2003 : Per Elvestuen (no), du Dagens Næringsliv
- 2005 : Finn Graff, du Dagbladet
- 2007 : Siri Dokken, du Dagsavisen
- 2009 : Hallvard Skauge (no), de Klassekampen (no)
- 2011 : Siri Dokken, « Folkekongen », dans le Dagsavisen du 17 octobre 2009[1]
- 2013 : Egil Nyhus, « Rettsak », dans le Romerikes Blad[2]
- 2015 : Roar Hagen, « Flyktninger », publié dans VG du 28 octobre 2013[3]
- 2017 : Christian Bloom (no), pour un dessin de Donald Trump en bébé publié dans VG[4]
- 2019 : Marvin Hallerakers (no) pour une caricature de Per Sandberg publiée en août 2018[5]

- 2021 : Christian Bloom, « World War C », dans VG[6]
- 2021 : Siri Dokken, « Statsministerskifte », dans Dagsavisen
- 2022 : Morten Mørland (no), « Rødt », dans VG